# .gl
.gl là tên miền Internet cấp cao nhất dành cho quốc gia (ccTLD) của Greenland.